# نوسود
نوسود (بالفارسية: نوسود) هي مدينة تقع في إيران في Nowsud District. يقدر عدد سكانها بـ 1,562 نسمة .